# Cantó de Guilvinec
El cantó de Guilvinec (bretó Kanton ar Gelveneg) és una divisió administrativa francesa situat al departament de Finisterre a la regió de Bretanya.

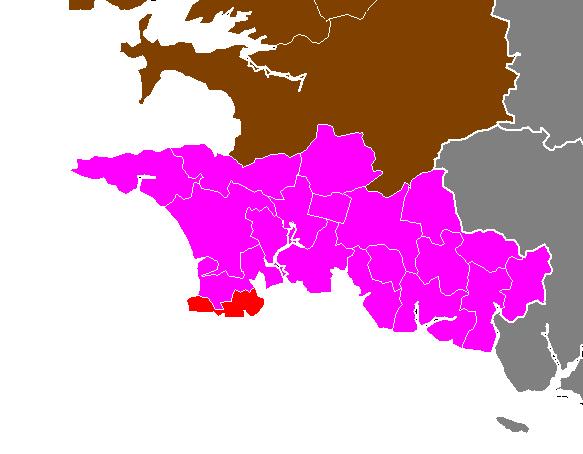
Situació del cantó

## Composició
El cantó aplega 5 comunes :
| Nom bretó         | Nom francès          | Nom gal·ló |
| Ar Gelveneg       | Guilvinec            | ---        |
| Loktudi           | Loctudy              | ---        |
| Penmarc'h         | Penmarc'h            | ---        |
| Pornaleg-Leskonil | Plobannalec-Lesconil | ---        |
| Triagad           | Treffiagat           | ---        |

## Història
| Data d'elecció                           | Identitat      | Partit | Qualitat |
| ---------------------------------------- | -------------- | ------ | -------- |
| 2004-                                    | Raynald Tanter | PS     |          |
| les dades anteriors no són pas conegudes |                |        |          |
|                                          |                |        |          |